# Веленшек, Анамари
Анамари Веленшек (словен. Anamari Velenšek, р.15 мая 1991) — словенская дзюдоистка, бронзовый призёр Олимпийских играх (2016), призёр чемпионатов мира, Европы и Европейских игр.

## Биография
Родилась в 1991 году в Целе. В 2011 году стала бронзовой призёркой чемпионата Европы. В 2012 году завоевала бронзовую медаль чемпионата Европы, но на Олимпийских играх в Лондоне стала лишь 17-й. В 2013 году стала серебряной призёркой чемпионата Европы. В 2014 году завоевала бронзовую медаль чемпионата мира. В 2015 году стала бронзовой призёркой Европейских игр.

## Выступления на Олимпиадах
| Олимпиада           | Дисциплина              | Место    |
| ------------------- | ----------------------- | -------- |
| Лондон 2012         | дзюдо, женщины до 78 кг | 17 место |
| Рио-де-Жанейро 2016 | дзюдо, женщины до 78 кг | 3 место  |